# Marie-Victoire Lemoine
Marie-Victoire Lemoine (1754 – 2 de dezembro de 1820) foi uma pintora clássica francesa.

## Biografia
Nascida em Paris, Marie-Victoire Lemoine foi a filha mais velha de Charles Lemoine e Marie-Anne Rousselle. Suas irmãs, Maria Denise Villers e Marie-Élisabeth Gabiou, tornaram-se também pintoras. Ao contrário de suas irmãs, ela permaneceu solteira e se tornou uma das poucas mulheres na arte de então que viviam de sua pintura.
Ela foi uma estudante de François-Guillaume Ménageot no início de 1770, com quem ela viveu e trabalhou em uma casa adquirida pelo marchand Jean-Baptiste Pierre Lebrun, ao lado do estúdio de Élisabeth-Louise Vigée-Le Brun (1755-1842), a maior pintora francesa da época. A partir de 1779, Marie-Victoire Lemoine viveu na casa de seus pais, até que ela se mudou com sua irmã Marie-Élisabeth, onde permaneceu mesmo após a morte da sua irmã. Ela morreu seis anos depois de sua última exposição, com sessenta e seis.

## Trabalho
Marie-Victoire Lemoine, principalmente, pintou retratos, miniaturas e pequenas cenas. Participou de inúmeros salões de exposição, por exemplo o Salão de Correspondance de Pahin de la Blancherie em 1779, onde ela exibiu um retrato da Princesa de Lamballe (57 x 45 cm). Após esse salão, ela continuou a apresentar suas obras de arte para o público nos salões de 1796, 1798, 1799, 1802, 1804 e 1814.